# Marco Rojas
Marco Rodrigo Rojas (* 5. November 1991 in Hamilton) ist ein neuseeländischer Fußballspieler chilenischer Abstammung.

## Vereinskarriere
Rojas kam 2003 an die Akademie der Wynton Rufer Soccer School of Excellence in Hamilton, einer vom früheren neuseeländischen Ausnahmefußballer Wynton Rufer gegründeten Einrichtung. In den folgenden Jahren spielte Rojas mehrfach mit dem Akademieteam bei internationalen Turnieren, gastierte unter anderem in Chile bei CF Universidad de Chile sowie CSD Colo-Colo und absolvierte 2008 in Deutschland Probetrainings bei Borussia Mönchengladbach, Hannover 96 und Werder Bremen.
Bereits ab 2007 spielte Rojas an der Seite des gleichaltrigen Chris Wood für die Hamilton Wanderers in der Northern League, der höchsten regionalen Spielklasse im nördlichen Teil der neuseeländischen Nordinsel, und kam im traditionsreichen Chatham Cup zum Torerfolg. In der Saison 2008/09 spielt er zudem für Waikato FC in der New Zealand Football Championship, der höchsten Spielklasse des Landes, wo er in 13 der 14 Saisonspiele zum Einsatz kam.

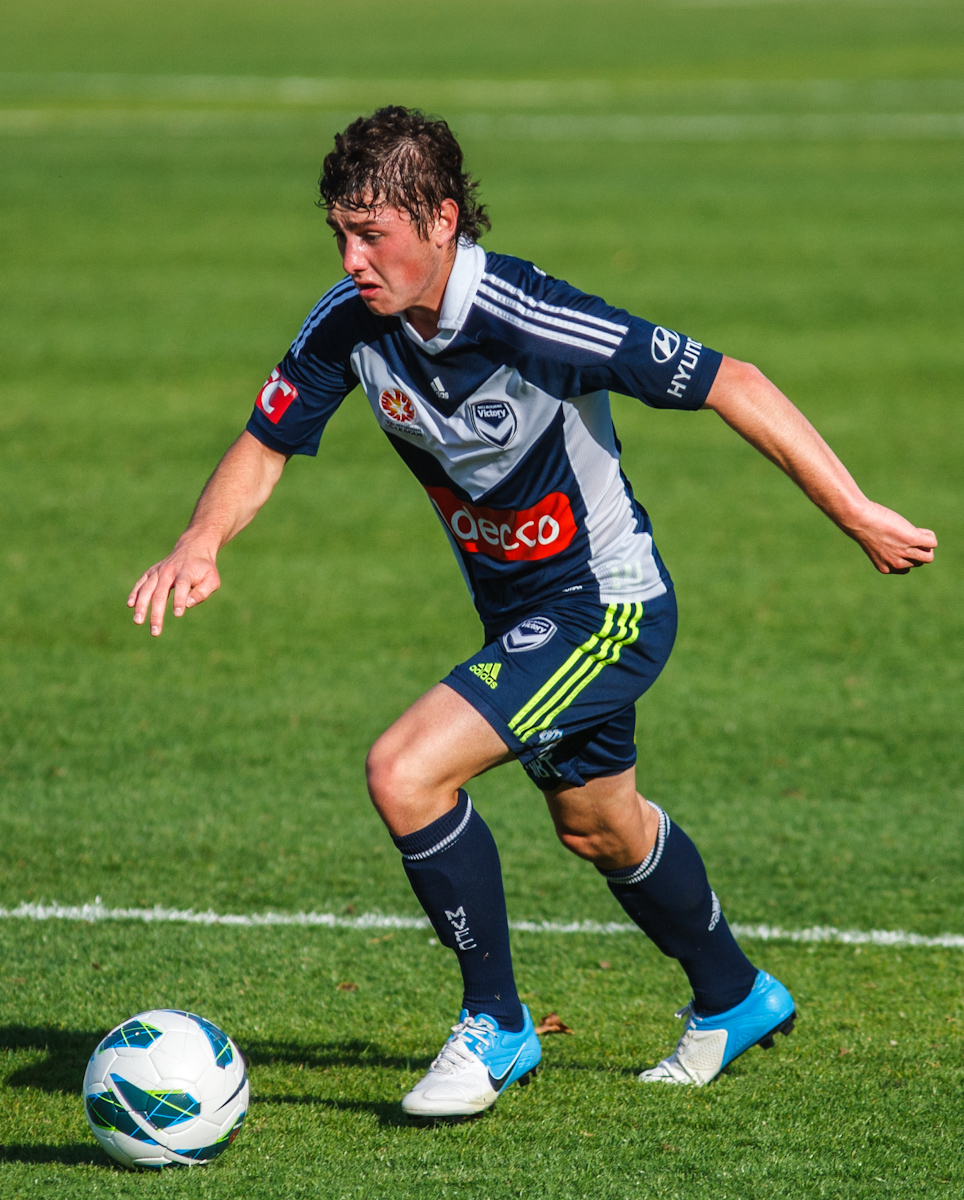
Rojas im Trikot von Melbourne Victory (2012)

Im März 2009 wurde Rojas als Gewinner der Yellow Fever Youth Scholarship bekannt gegeben. Dieses von Yellow Fever, der Fanvereinigung des A-League-Klubs Wellington Phoenix, privat finanzierte Stipendium im Wert von NZ$ 5.000, erlaubte es Rojas für eine Woche mit dem Profiteam von Wellington Phoenix zu trainieren. Rojas überzeugte dabei den Trainerstab und wurde zu einem weiteren Probetraining eingeladen, bei dem er auch in einem Saisonvorbereitungsspiel gegen Melbourne Victory zum Einsatz kam und dabei den Ausgleichstreffer zum 1:1-Endstand mit vorbereitete.
Der Offensivakteur erhielt schließlich einen Profivertrag über zwei Jahre bei Phoenix und gab am 13. September 2009 gegen Melbourne Victory sein Debüt in der A-League. Insgesamt kam Rojas in seiner ersten Profisaison zu vier Einsätzen per Einwechslung. Zur Saison 2011/12 wechselte er zu Melbourne Victory.
Sein erstes Jahr bei Melbourne Victory verlief durchwachsen, Rojas blieb im gesamten Saisonverlauf ohne Treffer und verpasste mit Victory den Einzug in die Play-offs. In der Folgesaison unter dem neuen Trainer Ange Postecoglou steigerte sich Rojas spürbar, bildete mit Archie Thompson ein gefährliches Offensivduo, erzielte im Saisonverlauf 15 Saisontore und erreichte das Halbfinale der Play-offs. Am Saisonende wurde er von den Spielern der A-League mit großem Vorsprung vor Alessandro Del Piero zum besten Spieler der Saison gewählt und mit der Johnny Warren Medal ausgezeichnet, daneben gewann er auch den Rising Star Award als bester Nachwuchsspieler der Liga. Kurz nach Saisonende wurde bekannt gegeben, dass Rojas den Klub in der Saisonpause verlassen wird, um nach Europa zu wechseln. Die Laufzeit seines Vertrags mit Melbourne Victory endete am 30. April 2013.
Am 8. Mai 2013 unterzeichnete Rojas beim VfB Stuttgart einen bis Ende Juni 2017 datierten Vertrag, durch den er ab der Saison 2013/14 für die Schwaben spielberechtigt wurde. Aufgrund eines Mittelfußknochenbruchs, den er sich in der Saisonvorbereitung zuzog, verpasste er die ersten Spiele des VfB. Auch im Verlauf der Saison konnte er sich nicht durchsetzen und kam in seiner ersten Saison für die Schwaben zu keinem Bundesligaspiel. Zu seinem Profi-Debüt in Deutschland kam er am 4. April 2014 beim Drittligaspiel des VfB II gegen den MSV Duisburg. Am 21. August 2014 gab die SpVgg Greuther Fürth bekannt, dass die Fürther Rojas bis zum Ende der Saison 2014/15 vom VfB ausgeliehen haben. Der Leihvertrag beinhaltet keine Kaufoption. Im Januar 2015 wurde bekannt, dass die Leihe nach Fürth um ein halbes Jahr verkürzt wurde. Am 3. Januar 2015 wurde Rojas bis zum Saisonende an den Schweizer Erstligisten FC Thun weiterverliehen. Am 12. Juni 2015 einigten sich die Beteiligten auf eine Ausdehnung des Leihgeschäftes bis zum Ende der Spielzeit 2015/16. Am 22. August 2016 wurde sein Vertrag mit dem VfB im Einvernehmen aufgelöst. Drei Tage später kehrte Rojas zu Melbourne Victory zurück. Nach einem Jahr in Melbourne wechselte Rojas erneut nach Europa und unterschrieb einen Vertrag beim SC Heerenveen. Im Januar 2019 folgte dann der Wechsel zu SønderjyskE Fodbold nach Dänemark, bevor er im Januar 2020 wieder nach Melbourne zurückkehrte.
Im Sommer 2022 wechselte er dann weiter zum chilenischen Erstligisten CSD Colo-Colo, wo er am Jahresende die Meisterschaft feiern konnte. Nach einem Jahr wurde sein Vertrag dort nicht mehr verlängert.

## Nationalmannschaft
Rojas debütierte am 25. März 2011 unter Ricki Herbert, der von 2007 bis Anfang 2013 in Personalunion Trainer des Nationalteams und von Wellington Phoenix war, im neuseeländischen Nationaltrikot in einem Testspiel gegen China. Wenige Monate später nahm er mit der neuseeländische U-20-Auswahl nach erfolgreicher Ozeanien-Qualifikation an der WM-Endrunde in Kolumbien teil, scheiterte dort aber nach Unentschieden gegen Kamerun und Uruguay aufgrund einer 0:1-Niederlage im letzten Gruppenspiel gegen Portugal bereits in der Vorrunde. Im Spätsommer 2012 gehörte er zum Aufgebot der neuseeländischen Olympiamannschaft bei den Olympischen Spielen in Großbritannien. Dort gehörte er in allen drei Gruppenspielen zur Startelf, die neuseeländische Auswahl verpasste nach Niederlagen gegen Weißrussland und Brasilien sowie einem Unentschieden gegen Ägypten aber den Sprung in die K.-o.-Runde.
Im Juni 2012 nahm er mit Neuseeland an der Ozeanienmeisterschaft teil, als durch eine Halbfinalniederlage gegen Neukaledonien überraschend die Qualifikation für den Konföderationen-Pokal 2013 verpasst wurde.
Im Jahr 2013 erreichte er mit Neuseeland die Playoffspiele zur Fußball-WM 2014 in Brasilien.

## Erfolge
Verein
- Dänischer Pokalsieger: 2020
- Australischer Pokalsieger: 2022
- Chilenischer Meister: 2022

Nationalmannschaft
- U-20-Ozeanienmeister: 2011
- Ozeanienmeister: 2016

## Auszeichnungen
- PFA Harry Kewell Medal (U-23-Fußballer des Jahres in Australien): 2012/13
- Johnny Warren Medal (Fußballer des Jahres in Australien): 2012/13